# Selbu
Selbu es un municipio de Noruega, en la provincia de Trøndelag, cuya capital es el poblado de Mebond (847 habitantes). Debe su nombre al valle y al lago de Selbu.
El municipio tiene renombre en Noruega por la producción de tejidos de lana.
- Datos: Q492209
- Multimedia: Selbu / Q492209